# Lonchaea haplosetifera
Lonchaea haplosetifera är en tvåvingeart som beskrevs av Mcalpine 1960. Lonchaea haplosetifera ingår i släktet Lonchaea och familjen stjärtflugor. Inga underarter finns listade i Catalogue of Life.